# Cairneyhill
 (mai 2025).
Cairneyhill est un village situé dans le Fife, en Écosse. En 2020 la population de Cairneyhill est estimée à 2 500 habitants.